# David Byrne (politicus)
David Byrne (26 april 1947) was van 1999 tot 2004 de Ierse Europees commissaris voor Gezondheidszorg en consumentenbescherming.
Byrne studeerde in Kildare en Dublin onder andere economie en recht. Sinds 1970 is hij advocaat en sinds 1997 openbaar aanklager.
Byrne werd in september 1999 benoemd tot Europees commissaris voor gezondheids- en consumentenbescherming. In deze hoedanigheid is hij met name verantwoordelijk voor voedselveiligheid, volksgezondheid en consumentenbescherming. In 2004 werd hij opgevolgd door Markos Kyprianou uit Cyprus.
David Byrne is gehuwd en heeft drie kinderen.
- Gemeinsame Normdatei: 1174292202
- International Standard Name Identifier: 0000 0001 1698 6490
- Nationale Bibliotheek van Tsjechië: xx0241461
- Parlement.com: vgg41g1vojsn
- LIBRIS: 342650
- Virtual International Authority File: 24157581769633782417